# Daniel Hofer (Fußballspieler)
Daniel Hofer (* 18. Dezember 1983) ist ein österreichischer ehemaliger Fußballspieler.

## Karriere
Hofer begann seine Karriere beim FC Hitzendorf in der Steiermark über die Jugend des FC Gratkorn und des SV Thal, kam er 1997 in die erste Mannschaft der Gratkorner. Nach zehn Jahren in Gratkorn und einem Aufstieg in die zweithöchste Spielklasse Österreichs wechselte er 2007 zum SV Bad Aussee. Nach nur einem Jahr im Ausseerland und dem Abstieg aus der zweiten Liga wechselte er 2007 zur SV Ried nach Oberösterreich, wo er auch seinen ersten Einsatz in der höchsten österreichischen Spielklasse feiern durfte. Hofer wurde am 1. Spieltag (9. Juli 2008) gegen den SCR Altach in der 84. Minute für Stefan Lexa eingewechselt. Im Januar 2009 wechselte Hofer zum 1. FC Vöcklabruck eine Stufe tiefer. Nach dem Abstieg verschaffte er sich ein Probetraining bei der SV Kapfenberg, von der er nach der Verletzung von René Pitter fest verpflichtet wurde.
Im Januar 2010 wechselte Hofer zum südsteirischen Regionalligisten SV Allerheiligen.